# Saint-Romain (Puy-de-Dôme)
Saint-Romain ist eine französische Gemeinde mit 197 Einwohnern (Stand: 1. Januar 2022) im Département Puy-de-Dôme in der Region Auvergne-Rhône-Alpes. Sie gehört zum Arrondissement Ambert und zum Kanton Ambert (bis 2015: Kanton Saint-Anthème).

## Geographie
Saint-Romain liegt etwa 71 Kilometer südöstlich von Clermont-Ferrand im Regionalen Naturpark Livradois-Forez. Nachbargemeinden von Saint-Romain sind Saint-Anthème im Norden, Saint-Clément-de-Valorgue im Osten und Nordosten, La Chaulme im Südosten, Saillant im Süden, Églisolles im Westen und Südwesten sowie Grandrif im Nordwesten.

## Bevölkerungsentwicklung
| Jahr                       | 1962 | 1968 | 1975 | 1982 | 1990 | 1999 | 2006 | 2013 |
| Einwohner                  | 481  | 421  | 354  | 285  | 217  | 209  | 215  | 226  |
| Quellen: Cassini und INSEE |      |      |      |      |      |      |      |      |